# Чернышов, Михаил Степанович
Михаил Степанович Чернышов (8 ноября 1906, село Нижняя Ведуга, Воронежская губерния — 29 декабря 1981, Воронеж) — советский солист балета, балетмейстер, педагог, фольклорист, народный артист РСФСР.

## Биография
Михаил Степанович (настоящее отчество Аристархович) Чернышов родился 8 ноября 1906 года в селе Нижняя Ведуга Землянского уезда (сейчас в Семилукском районе) Воронежской губернии.
После окончания сельской школы в 1918—1920 годах работал в Воронежском Большом советском театре. В 1920—1922 годах учился на балетном факультете Высших театральных мастерских (институт театрального искусства) при «Свободном театре» (преподаватели К. А. Трунов, Ю. А. Барто), танцевал в кордебалете театра. В 1929 году окончил Воронежское музыкальное училище (преподаватель В. В. Смольцов). Одновременно танцевал в Московском театре оперетты.
В 1929—1937 годах был артистом Большого театра в Москве. В 1937—1939 годах преподавал в Драматической студии Ю. Завадского в Ростове-на-Дону, где вместе с ним работали В. П. Марецкая, Н. Д. Мордвинов, Р. Я. Плятт. В 1939—1941 годах работал балетмейстером Пятигорского театра музыкальной комедии.
Во время Великой Отечественной войны в 1942—1943 годах — солист балета Саратовского театра оперы и балета. В 1943 году был инспектором по проверке и оказанию помощи и участником фронтовой бригады Юго-Западного фронта, много сочинял для выступлений на фронте. С 1943 года с перерывами был танцовщиком и балетмейстером Воронежского государственного академического русского народного хора имени К. И. Массалитинова. В 1942—1943 годах — балетмейстер Московской филармонии, в 1954—1959 годах — Волжского русского народного хора в Куйбышеве.
В 1959 году восстановил родное Воронежское хореографическое училище и в 1959—1968 годах был преподавателем и художественным руководителем училища. Среди его учеников были Вал. Драгавцев, В. Сычев, В. Бабай, Г. Захаров, А. Бондаренко, П. Попов.
С 1968 года служил главным балетмейстером и художественным руководителем Воронежского государственного академического русского народного хора имени К. И. Массалитинова.
Умер 29 декабре 1981 года в Воронеже.

## Награды и премии
- Лауреат международного конкурса (1957).
- Заслуженный деятель искусств РСФСР (1957).
- Народный артист РСФСР (1980).

## Творчество

### Балетмейстер
- 1953 — «Родные поля» Н. Червинского (совместно с А. Андреевым, Ленинград).
- 1964 — «Репка» (Воронежское хореографическое училище).

### Постановки танцев
- Хороводы «Молодка молоденька», «Я по бережку похаживала», "Уж я по лугу ", «Утушка луговая», «Как во поле во поляне»
- «Кадриль Чижовской слободы»
- «Усманский перепляс»
- «Круговая кадриль»
- «Барыня»
- «Ливенская полька»

### Сочинения
- «Утушка луговая» (Русские народные танцы, Москва, 1957)
- «Усманский перепляс» (Танцы, Москва, 1961)
- «Похвистневская кадриль» (Народные сюжетные танцы, Москва, 1967)
- «А я по лугу» (Народные танцы, Москва, 1968)